# Dryas antichissimo

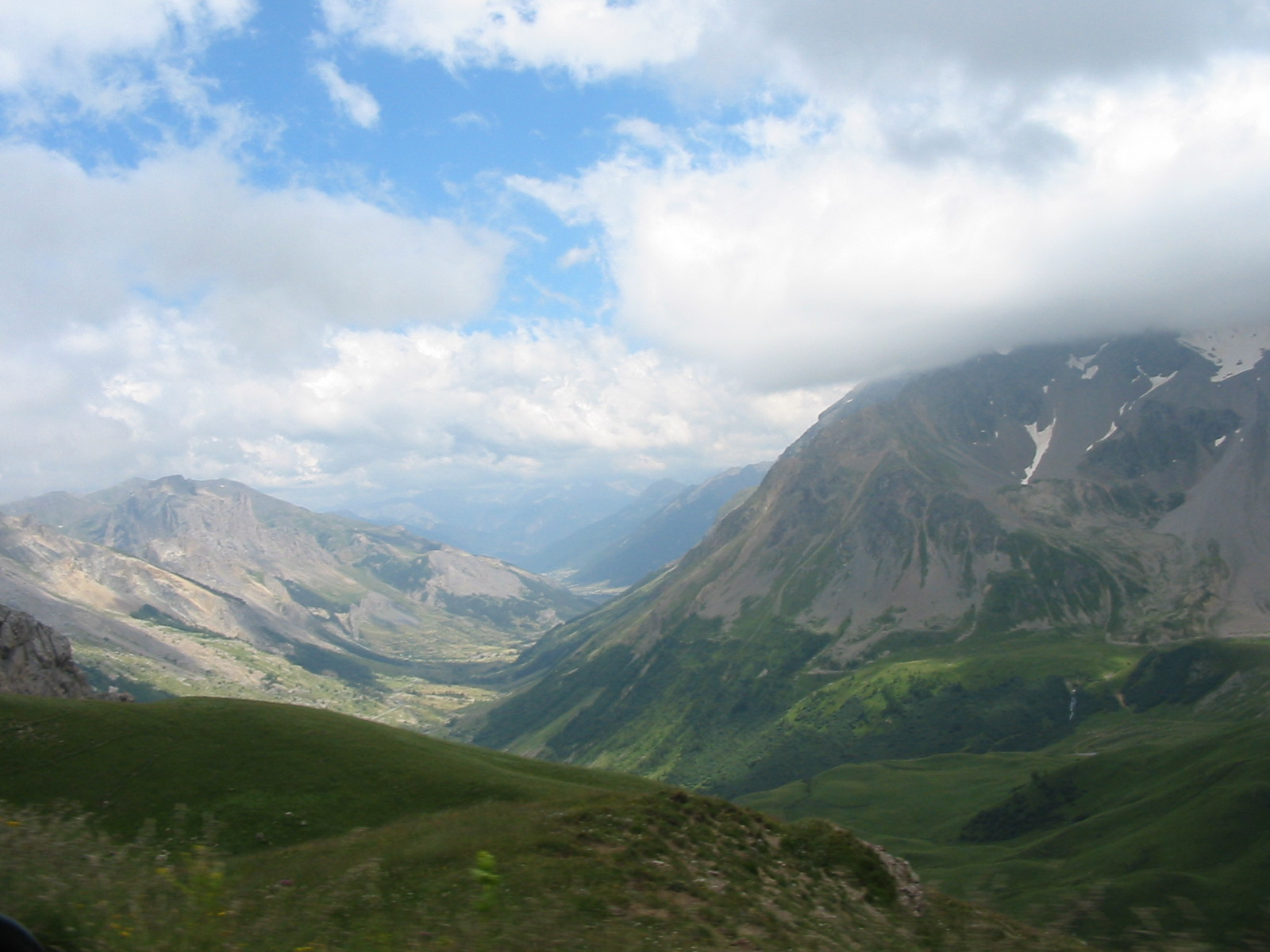
Valle alpina, come nel Dryas antichissimo

Il Dryas antichissimo fu un periodo climatico, accaduto durante lo stadiale più freddo, dopo la glaciazione Weichselian nel Nord Europa. In particolare, nelle Alpi, il Dryas antichissimo corrisponde allo stadiale di Gschnitz.
Prende il nome da alcuni pollini della specie Dryas octopetala, rilevata nei carotaggi prelevati a scopo paleopalinologico da ghiacciai e torbiere. Il Dryas antichissimo corrisponde alla zona di polline Ia.

## Datazione

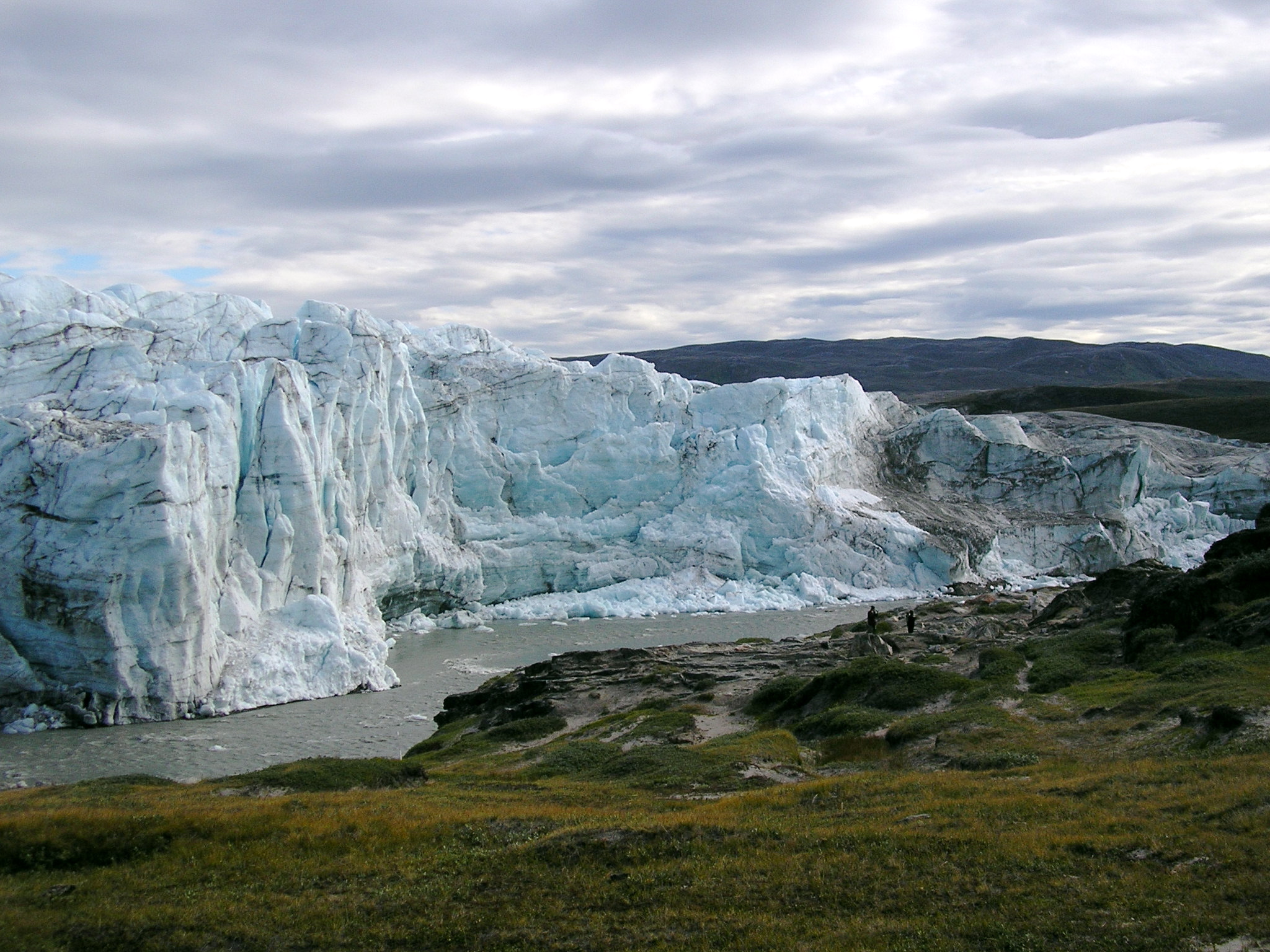
Il margine del ghiaccio, Groenlandia

Le date di questo periodo sono approssimativamente 18.000-15.000 BP, provenienti da Roberts, 1998. Una data da Kilkeel, Irlanda del Nord, estende l'inizio del periodo a circa 19.000 BP. Una sequenza forte di date ricavate dal C-14, derivati da materiali stratificati negli scavi di Hauterive/Rouges-Terres sulla riva nord-ovest del lago Neuchâtel in Svizzera, 1992-1993, collocano la fine del Dryas antichissimo alla data calibrata di circa 14.650 BP. La stessa data proveniente dall'Antartide e dal Mar Cinese Meridionale è rispettivamente di 14.600 e 14.700, mentre una carota di ghiaccio della Groenlandia indica 14.500.
Lo standard finale a cui tutte queste date vengono a essere confrontate è il grafico degli stadi isotopici dell'ossigeno, che dà il mutamento nella concentrazione dell'isotopo sull'asse y, mentre l'asse x fornisce il tempo. Il diagramma traccia molti eventi che vengono definiti esattamente, ma altri non lo sono. La selezione di un punto terminale è talvolta parzialmente arbitraria.
La fine del Dryas antichissimo è definita in modo preciso. L'inizio è una lunga fascia inclinata leggermente, probabilmente non più antica di 19.000 BP, ma la data può essere stabilita più tardi, con una approssimazione di 1000 anni. La data derivata dalla variazione dell'isotopo di azoto e argon intrappolato nel ghiaccio della Groenlandia fornisce una data ad alta-risoluzione per la fine del Dryas antichissimo all'esatto innalzamento di temperatura avvenuto 14.670 BP.

## Sequenza climatica del tardo Pleistocene

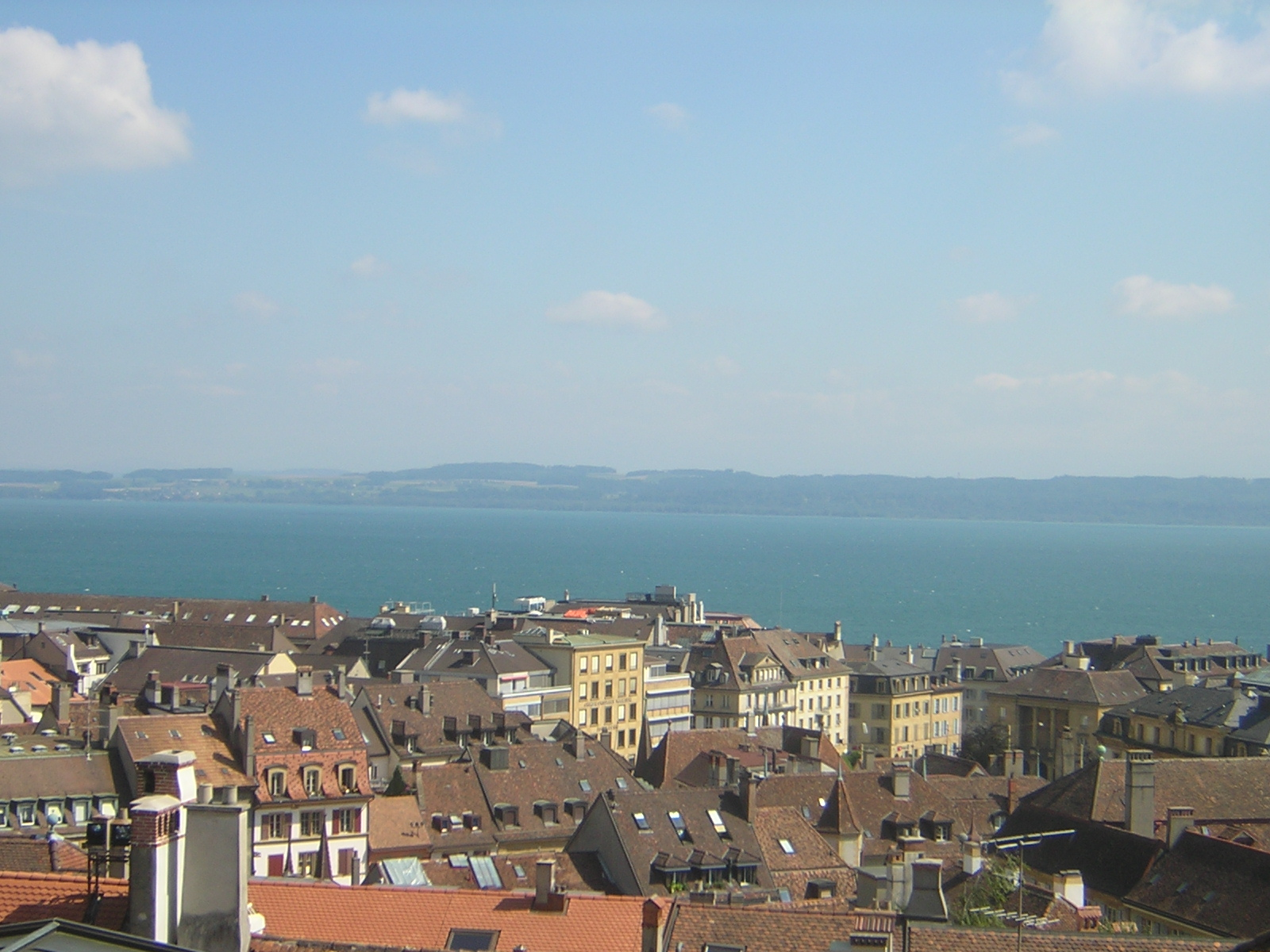
Lago di Neuchatel

La sequenza completa del tardo periodo climatico del Pleistocene definita per l'Europa settentrionale è costituita da cinque fasi...
- Dryas antichissimo
- Bölling (interstadiale)
- Dryas antico (stadiale)
- Allerød (interstadiale)
- Dryas recente (stadiale).
L'Olocene inizia immediatamente più tardi. Le ultime tre fasi appena menzionate sono anche i periodi di Blytt-Sernander.
Talvolta il Dryas antico è mancante, come nel Giura della Francia, o è irrilevante all'evidenza. In questo caso, la parte iniziale della sequenza sembra essere: Dryas antichissimo (freddo), Bølling-Allerød (caldo), Dryas recente (freddo). Il Bølling-Allerød corrisponde all'interstadiale di Windermere nella Britannia.
Spesso, tuttavia, il Dryas antico apparentemente mancante è un problema di risoluzione nell'evidenza. Alcuni scienziati hanno intrapreso studi sull'“alta-risoluzione”, combinando una varietà di metodi climatologici. Questi studi, come quelli condotti sui laghi Owens e Mono in California, di solito rilevano il Dryas antico. Anche quando rilevato, il Dryas antico sembra essere non più grande di pochi secoli, con clima leggermente più freddo, sul diagramma che fornisce i rapporti dell'isotopo di ossigeno.

## Flora
Durante il Dryas antichissimo si presentava un'Europa spoglia d'alberi simile alla tundra artica, contenente arbusti e piante erbacee come:
- Poaceae, prati
- Artemisia
- Betula nana, betulla nana
- Salix retusa, salice nano
- Dryas octopetala

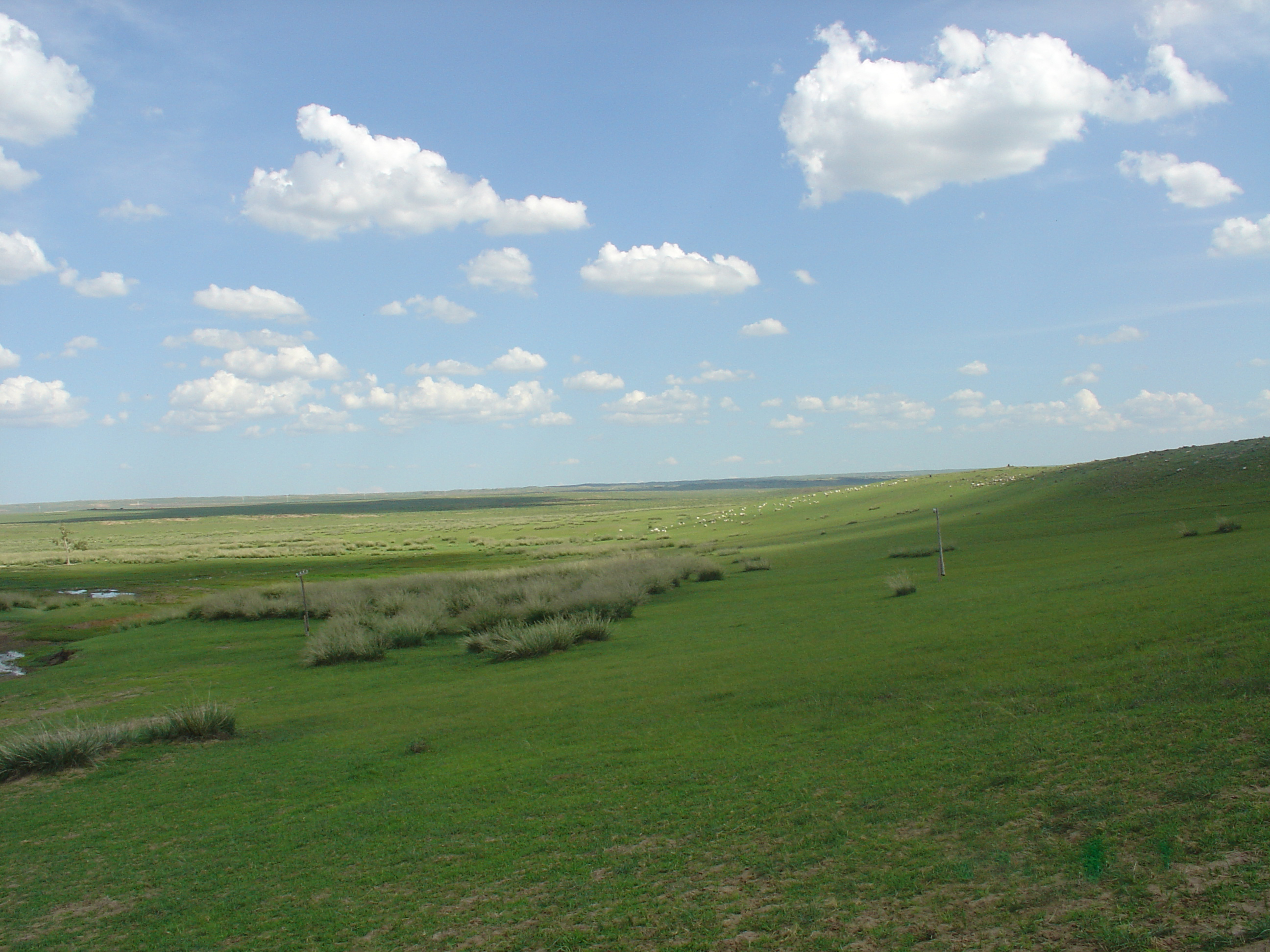
Prateria (Mongolia interna)
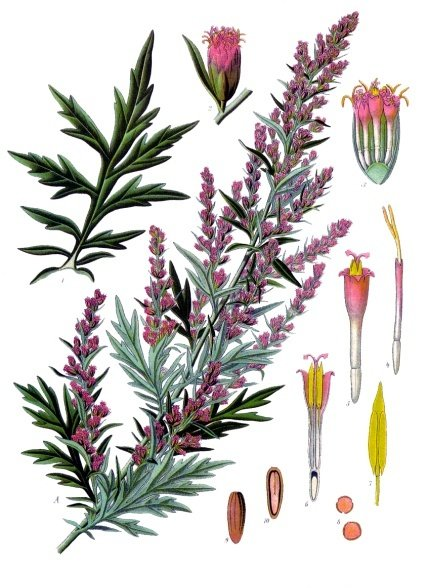
Artemisia vulgaris
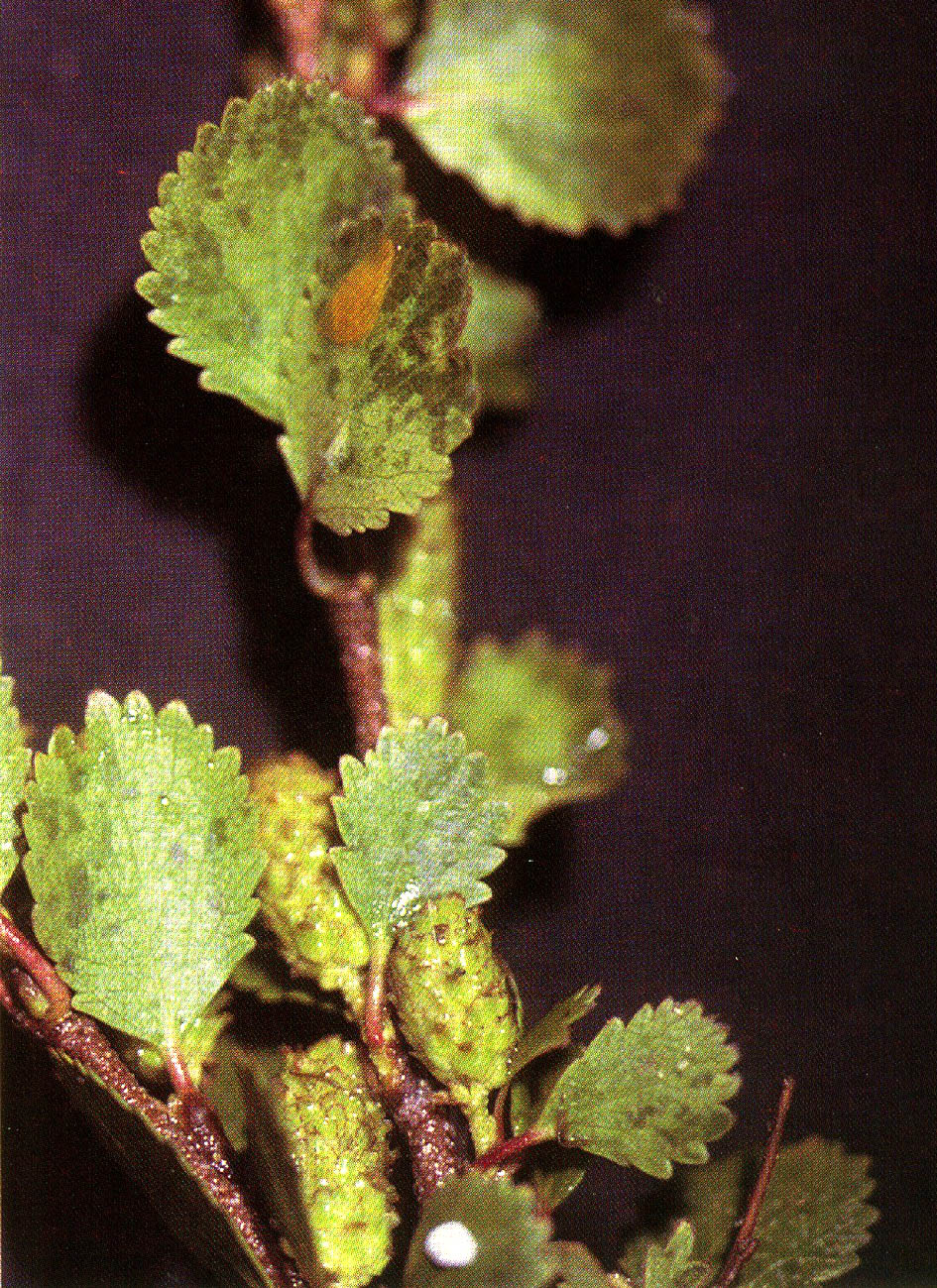
Betula nana
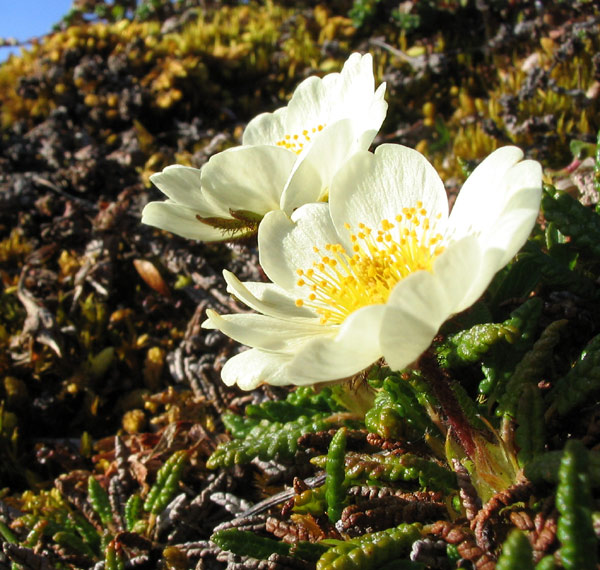
Dryas octopetala

## Fauna
Le specie sono principalmente artiche; tuttavia, durante il massimo glaciale quelle adatte a climi più caldi si ritiravano nei refugia. Iniziando dal Dryas antichissimno essi iniziarono a ripopolare l'Europa.
l'orso bruno, Ursus arctos, fu tra i primi ad arrivare nel nord. Studi genetici indicano che gli orsi bruni nord-europei provengano da un refugium nei Carpazi della Moldavia. Altri refugia erano in Italia, Spagna e Grecia.
Gli orsi non sarebbero ritornati a nord se non per la ricerca di cibo. La tundra deve sempre essere stata ben popolata. È verosimile che le specie cacciate dall'uomo nel lago di Neuchâtel in Svizzera dalla fine del periodo, furono anche presenti durante esso:
Aves
- Gavia arctica, strolaga mezzana
- Podiceps nigricollis, svasso piccolo
- Cygnus cygnus, cigno selvatico
- Aquila chrysaetos, aquila reale

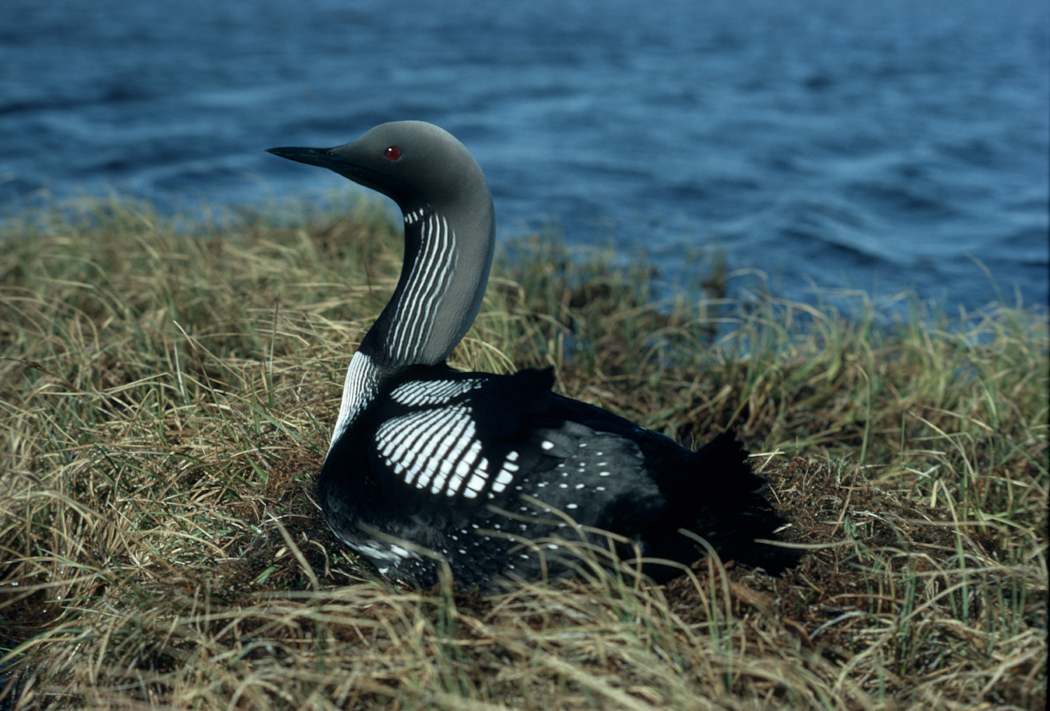
Gavia arctica
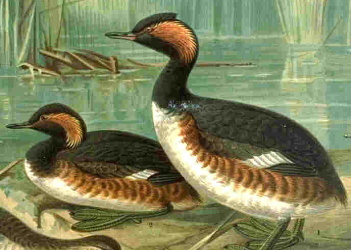
Podiceps nigricollis
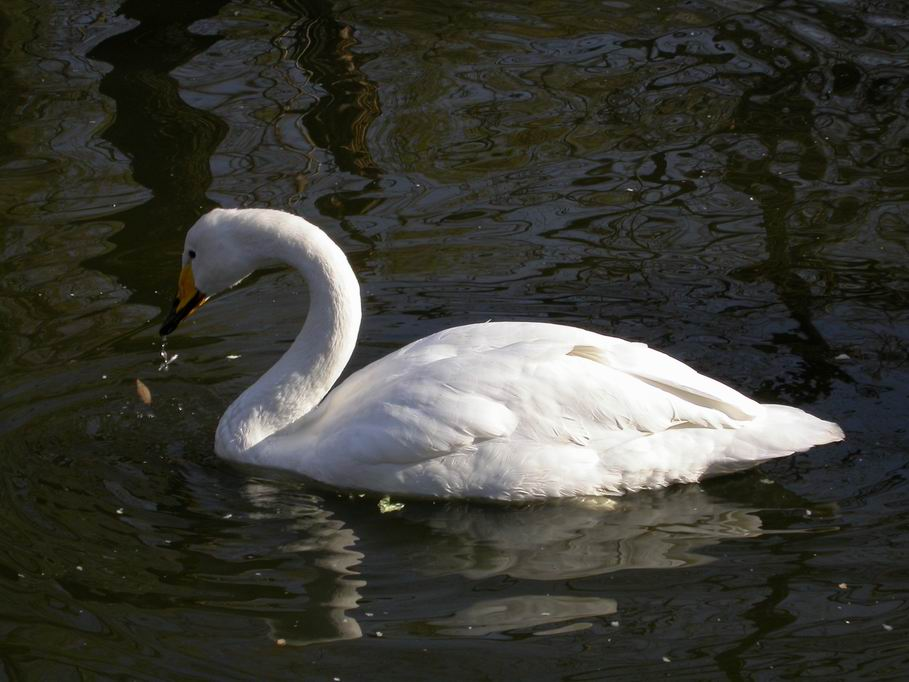
Cygnus cygnus
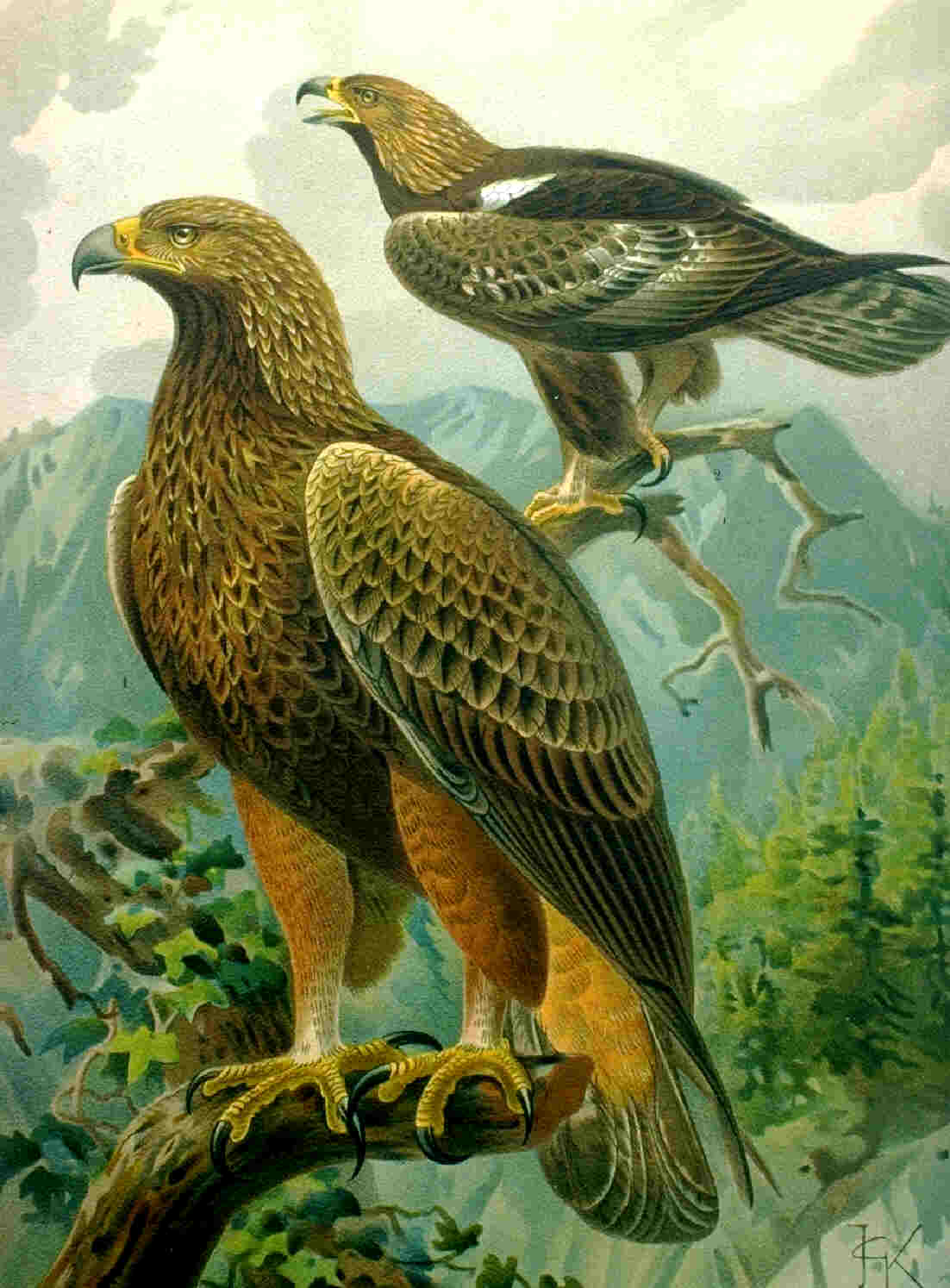
Aquila chrysaetos

Gli uccelli di sopra sono principalmente marittimi, nutriti verosimilmente dalle copiose acque glaciali del nord quando iniziavano a essere rilasciate.
Pesci
- Lota lota, bottatrice
- Thymallus thymallus, Temolo
- Rutilus rutilus, lasca
- Salmo trutta, trota
- Salvelinus alpinus, salmerino

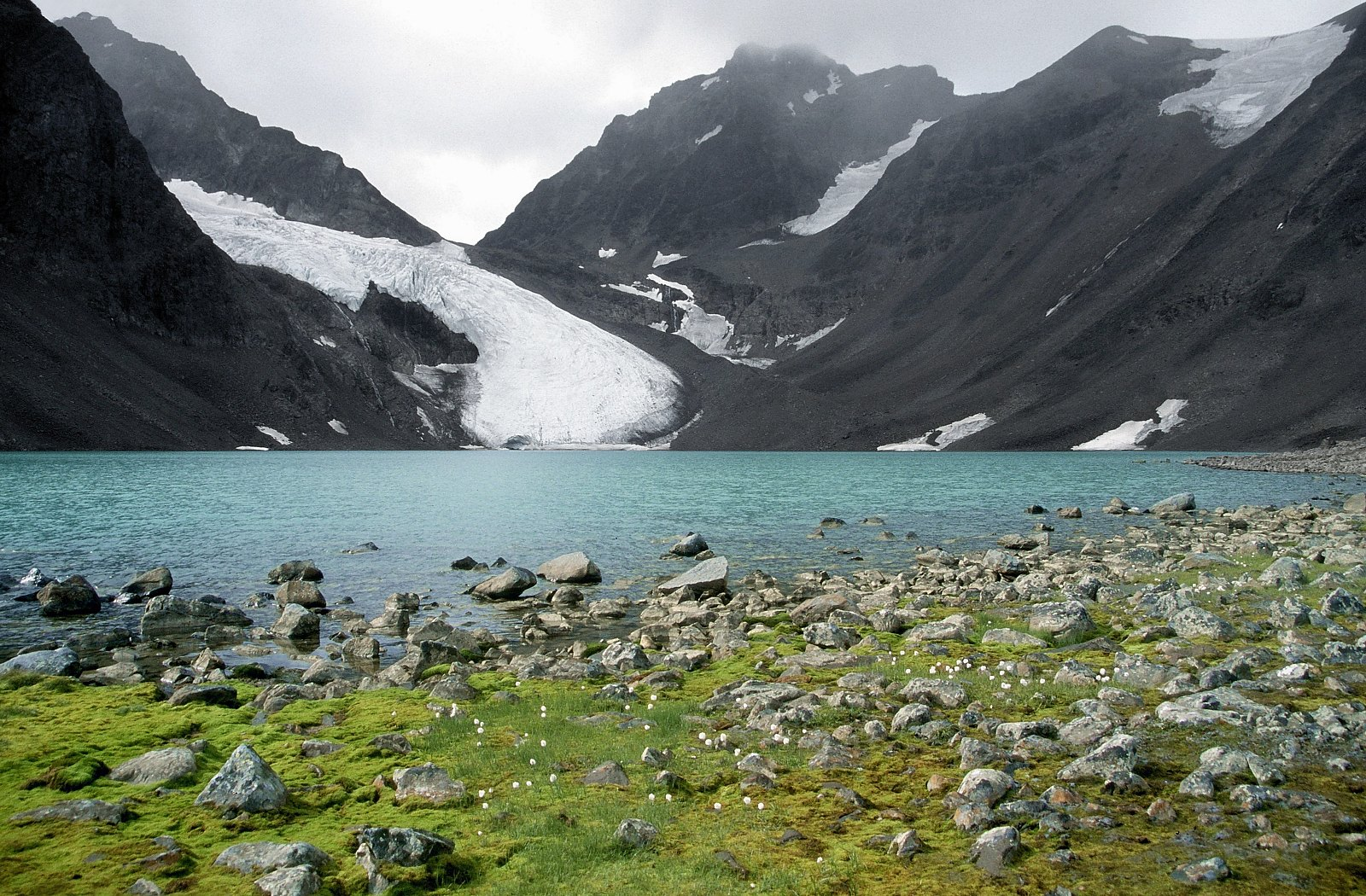
Corso d'acqua glaciale
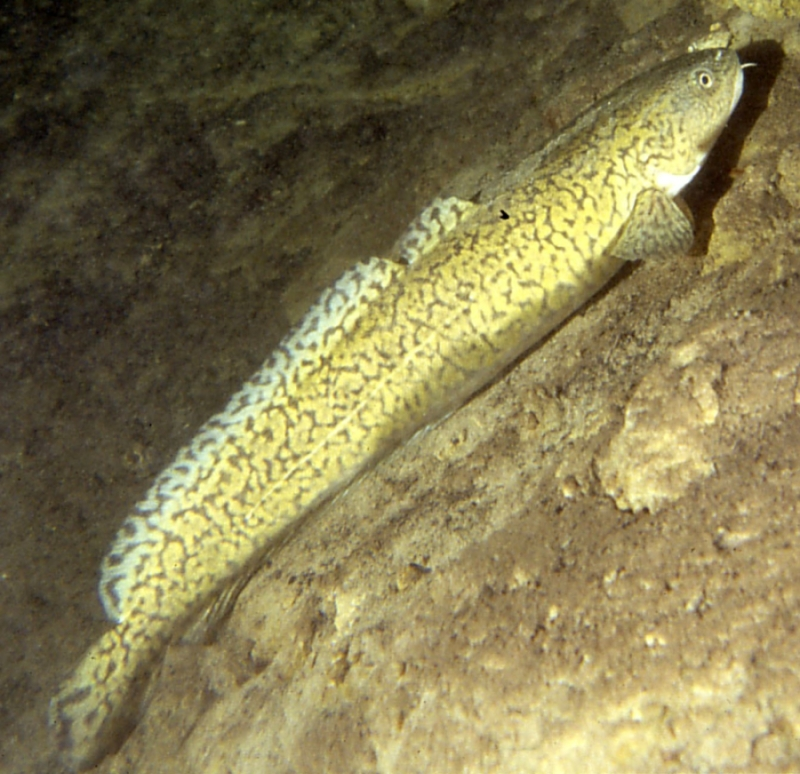
Lota lota
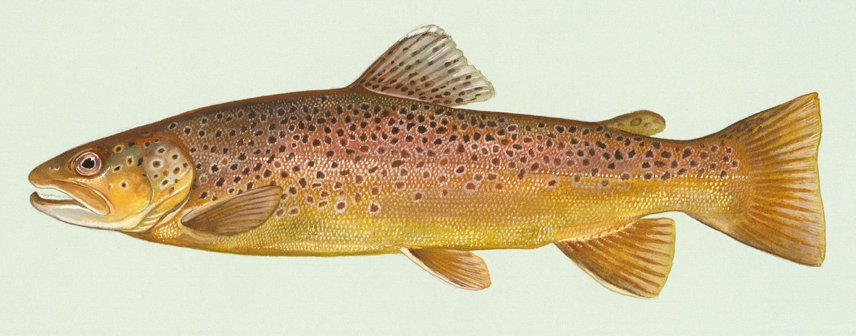
Salmo trutta
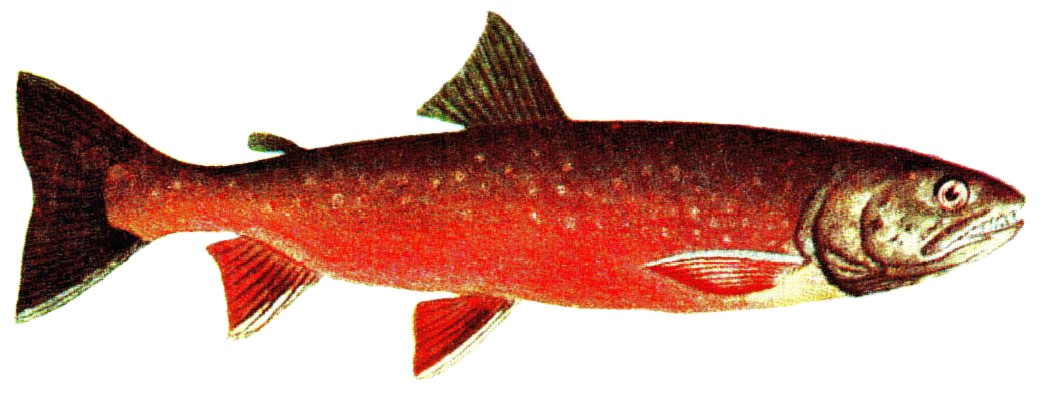
Salvelinus

Il più piccolo dei mammiferi della catena alimentare abitava la coltre erbacea della tundra:
Cricetidae
- Discrotonyx torquatus, Lemming artico
- Microtus oeconomus, arvicola
- Microtus arvalis, topo campagnolo comune
- Chionmys nivalis, topo delle nevi

Leporidae
- Lepus timidus, lepre artica

Sciuridae
- Marmota marmota, marmotta

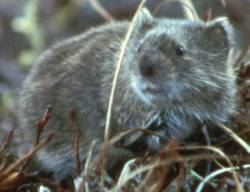
Microtus oeconomus
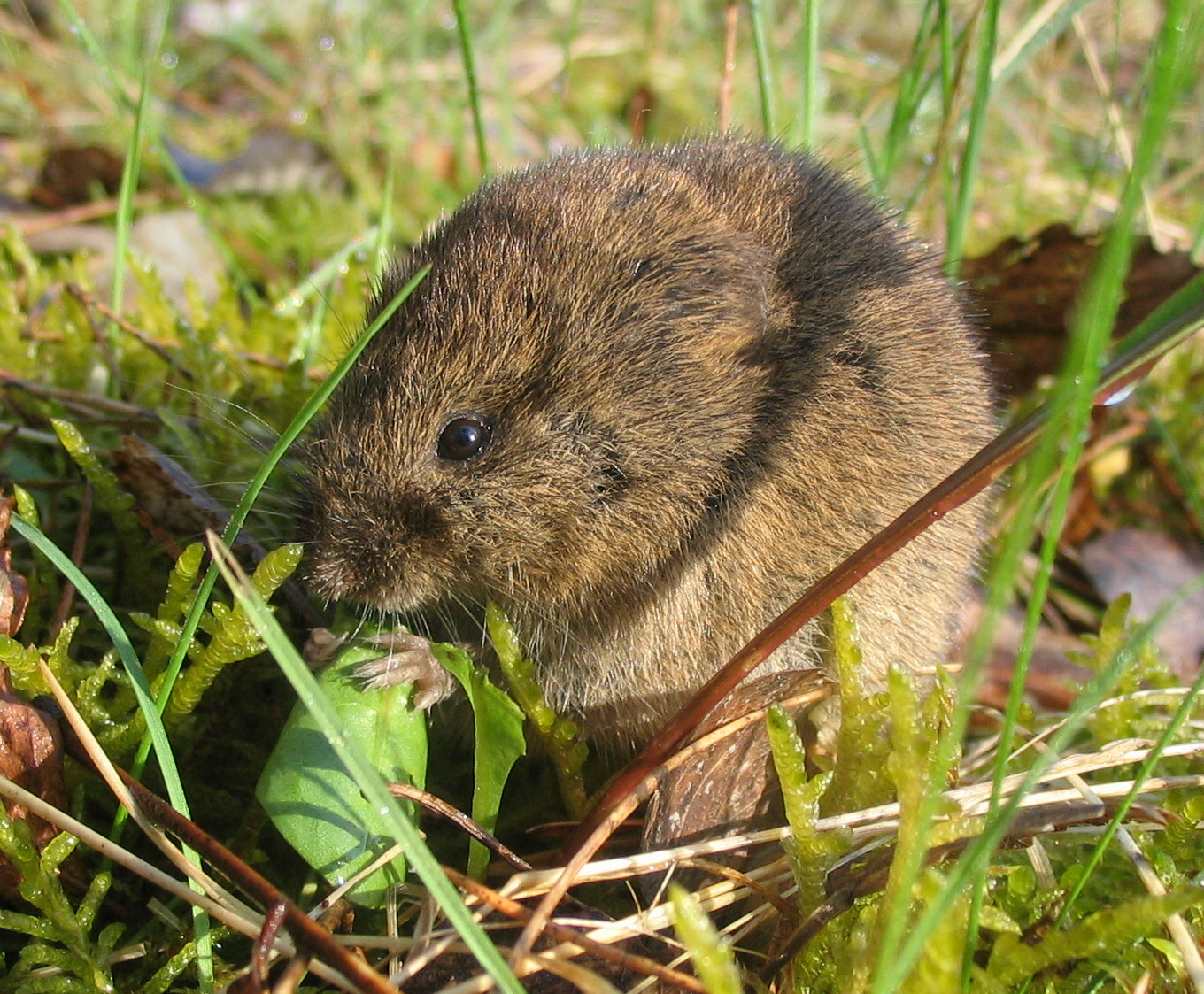
Microtus arvalis
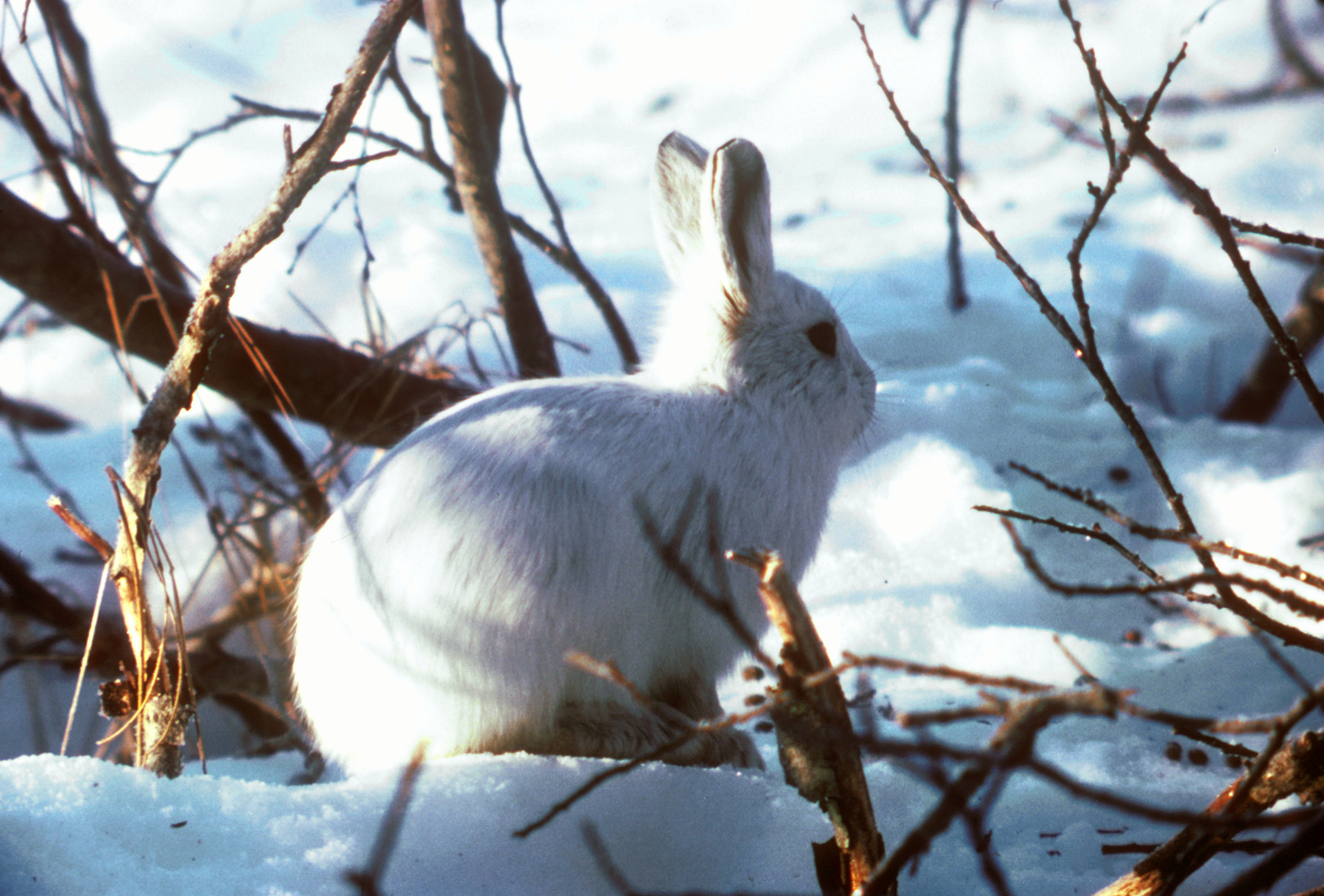
Lepus timidus
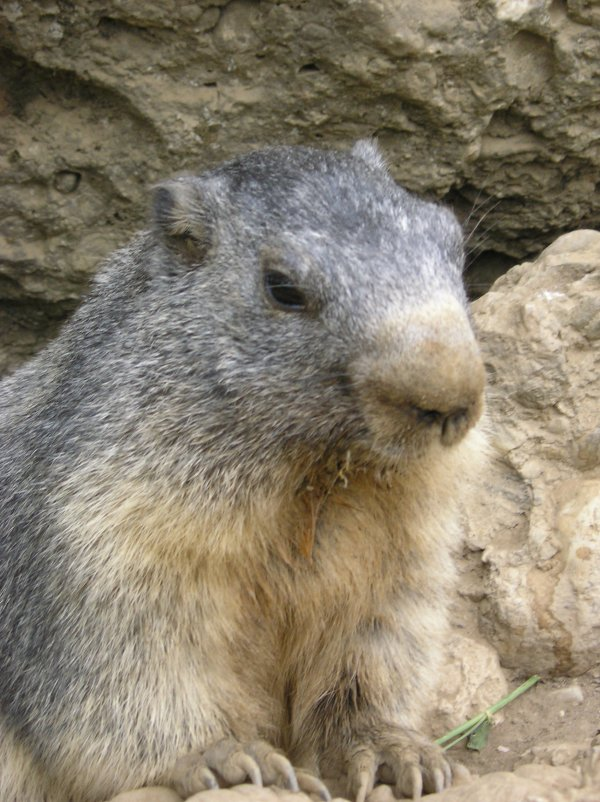
Marmota marmota

Oltre agli orsi e agli uccelli ci furono altri predatori di questi piccoli animali:
Carnivora
- Felis lynx, lince
- Alopex lagopus, volpe artica
- Canis lupus, lupo

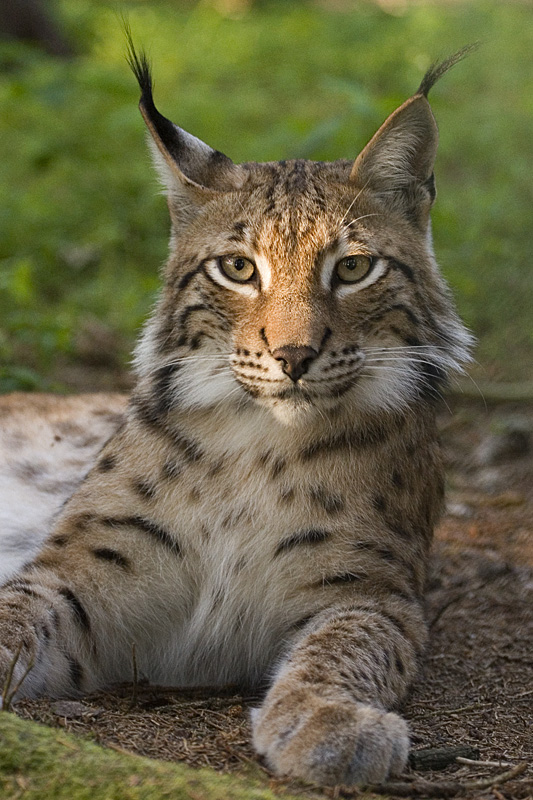
Lynx lynx (o felis)
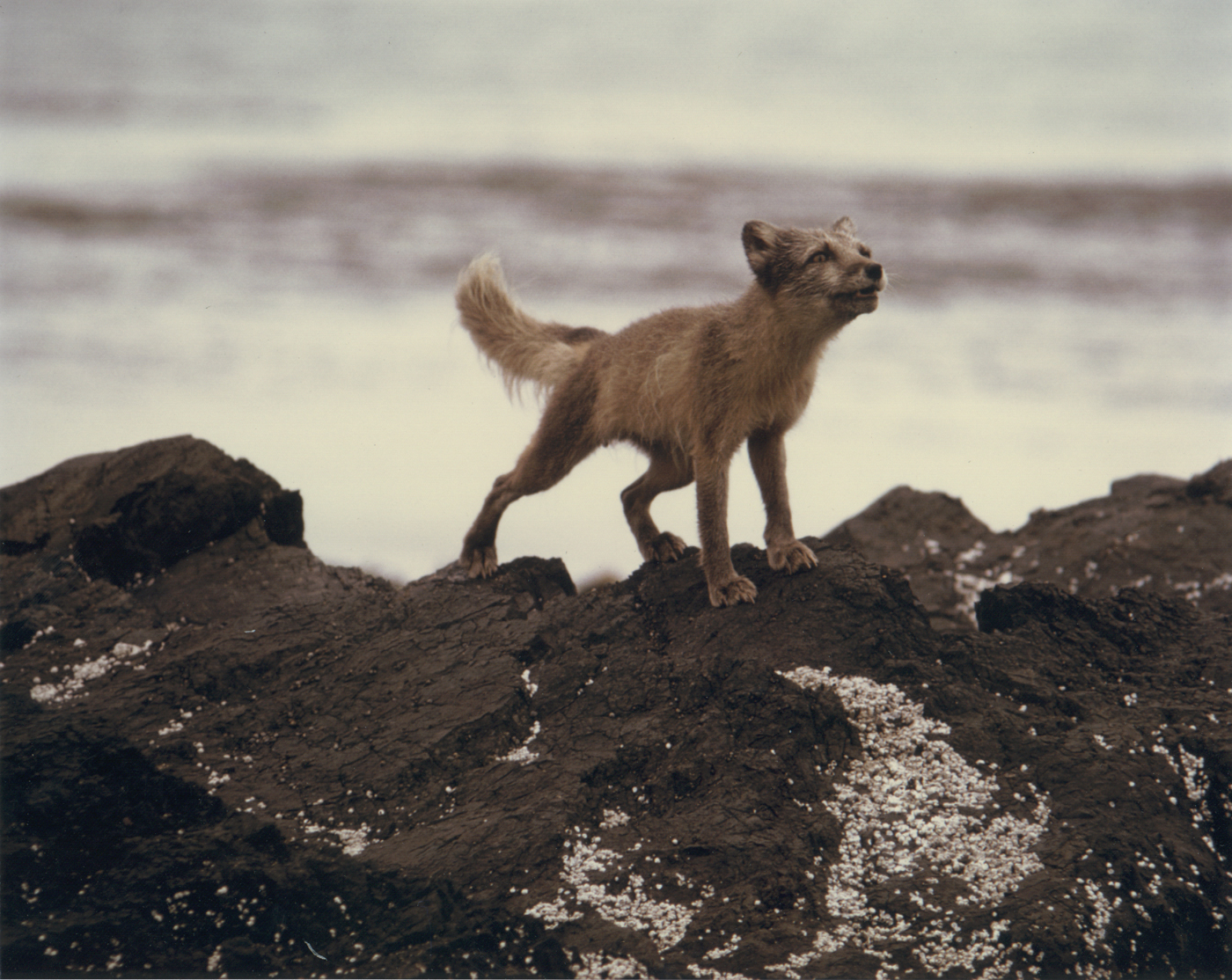
Alopex lagopus
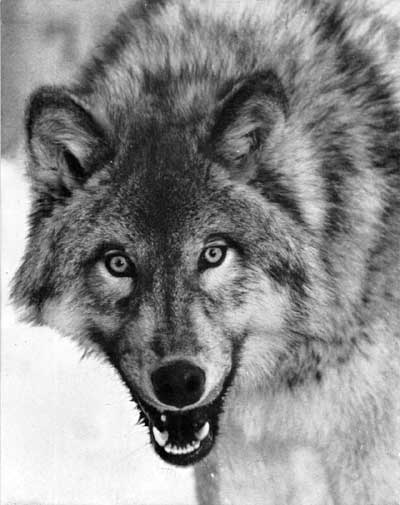
Canis lupus
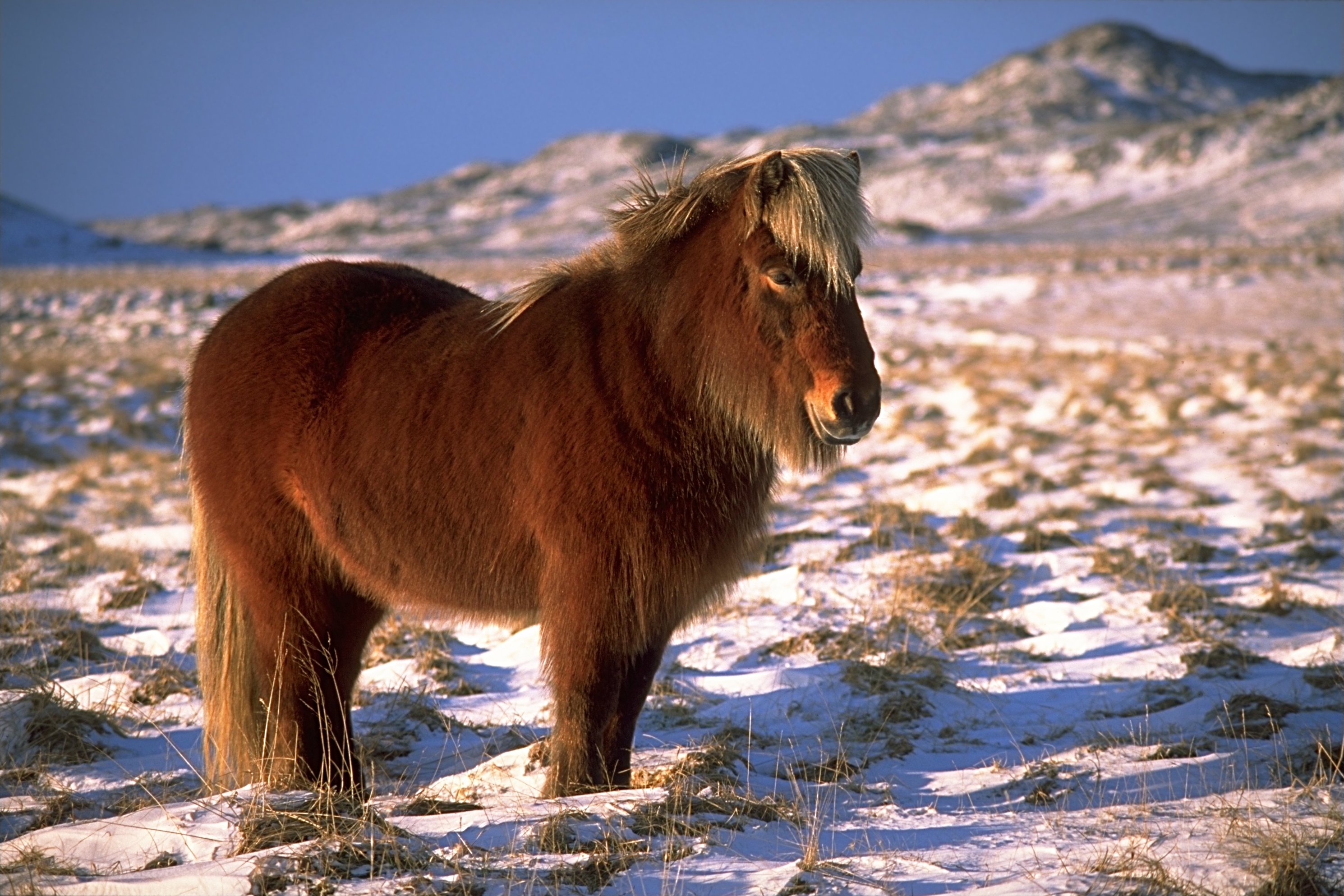
Cavallo islandese, forse simile all'Equus ferus

L'uomo si interessò ai grandi mammiferi, i quali includono:
- Rangifer tarandus, renna
- Equus ferus, cavallo selvatico
- Capra ibex, stambecco

In alcuni punti arrivarono i più grandi mammiferi:  iena, rinoceronte lanoso, orso delle caverne e mammut. 

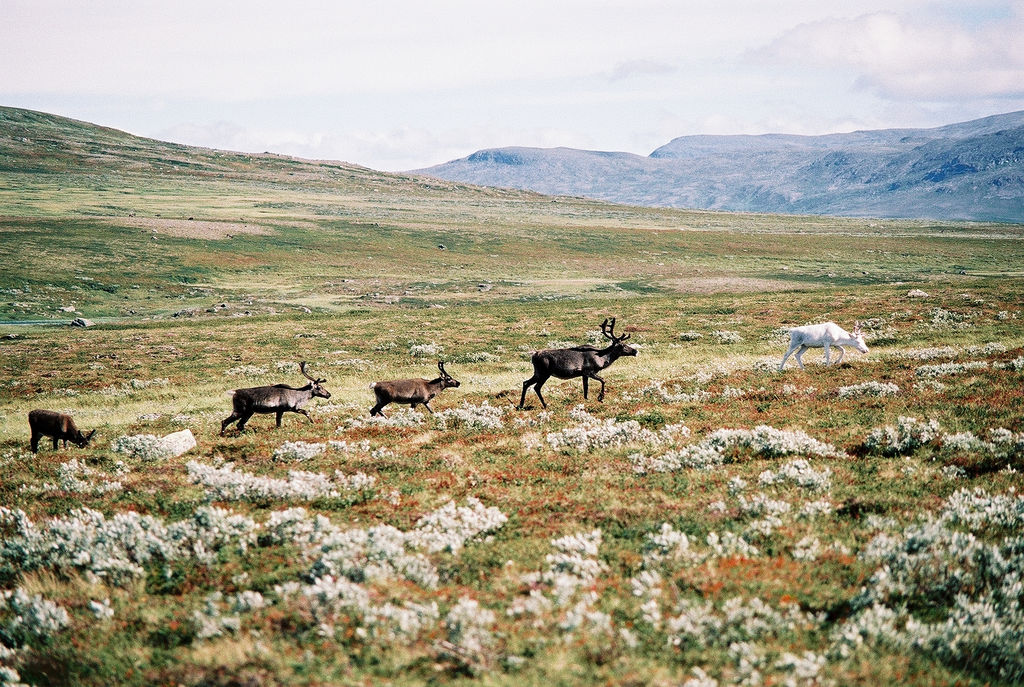
Rangifer tarandus
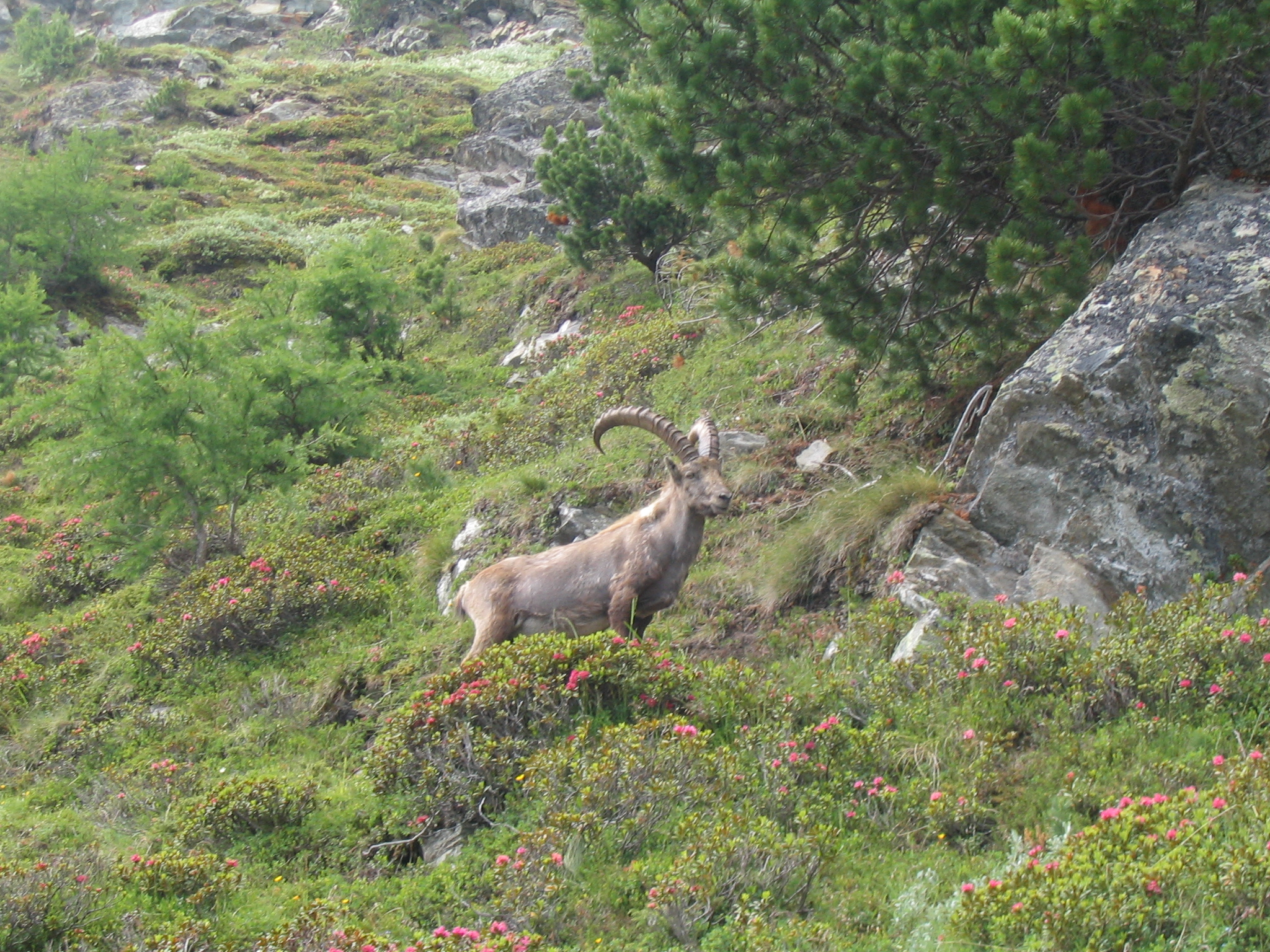
Capra ibex
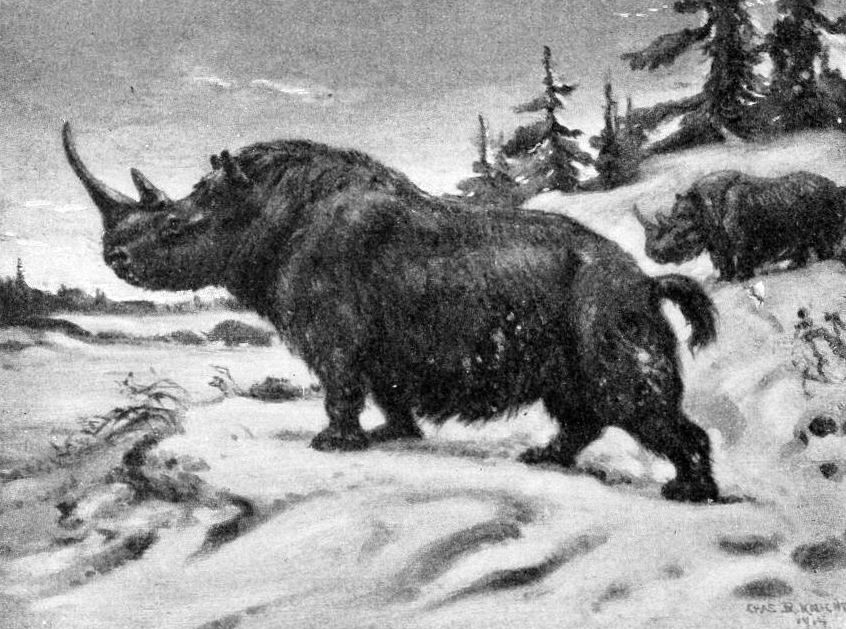
Rinoceronte lanoso
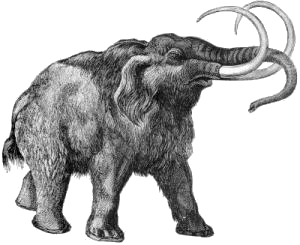
Mammut

## Preistoria umana

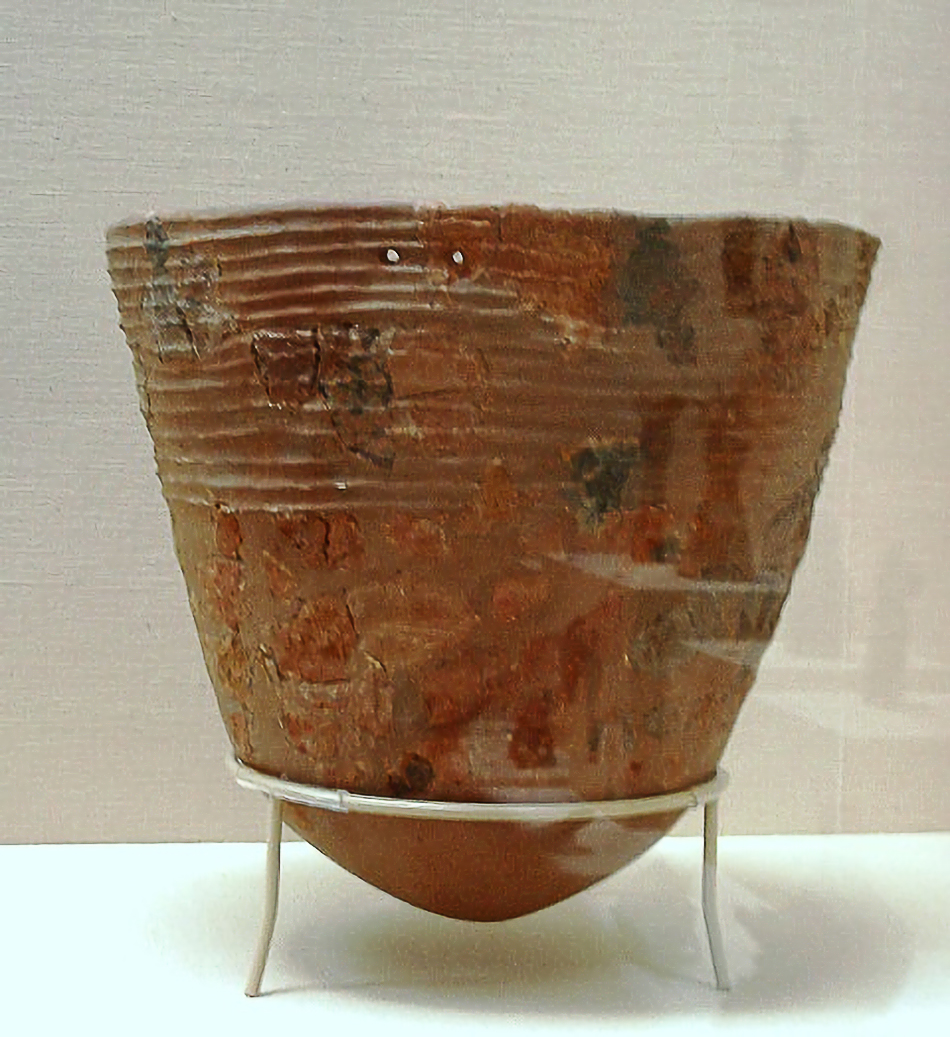
Ceramica di Jōmon

Le culture umane si svilupparono in Europa nel Paleolitico superiore e appartenevano all'uomo di Cro-Magnon, i primi uomini moderni. I Neanderthaliani da tempo erano scomparsi a causa del rimpiazzo o dalla fusione con l'uomo moderno. La cultura Magdaleniana dei cacciatori di renne prevalse nell'Europa occidentale. A est dei Carpazi gli epigravettiani continuarono il precedente periodo Gravettiano. Nell'estremo oriente, la cultura di Jōmon, già diventata sedentaria, stava producendo alcuni cibi, e possibilmente coltivava riso, anche se essi non furono affatto urbanizzati. Iiniziavano anche la manifattura della prima ceramica, la più arcaica che attualmente si conosca.
Una delle più importanti scoperte del periodo fu il lupo domestico, una razza distinta di canis lupus con denti più piccoli. Venne anche trovato il cane domestico, canis familiaris. Si è pensato che questi animali aiutassero nella caccia, ma essi sarebbero, tramite la loro indole per la caccia, diventati gradualmente anche abili nel radunare greggi o mandrie.